# Gervonta Davis
Gervonta Davis, né le 7 novembre 1994 à Baltimore (Maryland), est un boxeur américain. Surnommé Tank, il a détenu plusieurs titres internationaux dans trois catégories de poids différentes : les titres IBF et WBA des poids super-plumes ainsi que les titres réguliers WBA des poids légers et super-légers.

## Carrière amateur
Gervonta Davis s'entraîne au Upton Boxing Center depuis l'âge de cinq ans et est formé par Calvin Ford. Durant sa carrière en amateur, il remporte de nombreux championnats nationaux. Il a notamment remporté le championnat national des Golden Gloves en 2012, trois championnats nationaux consécutifs des Silver Gloves entre 2006 et 2008, deux médailles d'or nationales aux Jeux olympiques juniors, deux championnats nationaux de la Police Athletic League et deux championnats du monde Ringside. Gervonta Davis a terminé sa carrière amateur avec un record de 206 victoires et 15 défaites.
Gervonta Davis est originaire du quartier de Sandtown-Winchester situé à Baltimore, dans le Maryland, l'un des plus criminels de la ville. Il a fréquenté le Digital Harbor High School, une magnet school locale, avant d'abandonner l'école pour se concentrer sur sa carrière de boxeur professionnel. Il a ensuite obtenu son diplôme d'études secondaires après avoir passé les examens du General Educational Development (GED).

## Carrière professionnelle

### Débuts
Le 22 février 2013, Davis fait ses débuts en boxe professionnelle face à Desi Williams à Washington et remporte le combat par KO. Le 20 avril 2013, il bat Jacob Ninow à Upper Marlboro dans le Maryland par KO technique puis le 8 juin 2013 Jonathan Gears à Washington par KO. Il enchaine ensuite les victoires par KO technique contre le Hondurien Rafael Casias à Baltimore, Maryland, le 20 juillet 2013 ; contre l'Américain Eric Jamar Goodall à Bethlehem, Pennsylvanie, le 17 octobre 2013 et contre James Franks à Washington le 14 décembre 2013. Le 16 mai 2014, il se défait de l'Américain Joshua Arocho à Ledyard dans le Connecticut par abandon puis du Vénézuélien Hector Lopez à Shelton, dans l'État de Washington, par KO 1er août 2014. 
Le 8 octobre suivant, Gervonta affronte le Mexicain Germán Meraz à Biloxi, dans le Mississippi, et remporte le combat aux points par décision unanime. S'ensuivent 5 nouveaux succès avant la limite en 2015 face à Israel Suarez le 20 février ; Alberto Mora le 22 mai ; Recky Dulay le 22 septembre ; le Mexicain Cristóbal Cruz le 30 octobre, et Luis Sanchez par KO le 18 décembre 2015. Le 1er avril 2016, il affronte le Mexicain Guillermo Avila à Washington, et remporte le combat par KO technique,.

### Champion IBF des poids super-plumes
Le 14 janvier 2017, Gervonta Davis affronte le Portoricain José Pedraza à New York et remporte le combat par KO technique,. À cette occasion, il remporte le titre International Boxing Federation (IBF) de la catégorie des poids super-plumes, titre qu'il conserve à Londres le 20 mai 2017 en battant le Britannique Liam Walsh par KO technique,. Le 26 août 2017, il bat le Nicaraguayen Francisco Fonseca à Paradise dans le Nevada par KO au 8e round, mais n'est plus champion IBF des super-plumes pour ne pas avoir respecté la limite de poids autorisée lors de la pesée précédent le combat.

### Champion WBA des poids super-plumes
Malgré la perte de la ceinture IBF, Tank obtient dès le combat suivant une nouvelle opportunité mondiale avec pour enjeu la ceinture World Boxing Association (WBA) des super-plumes. Opposé à l'Argentin Jesús Cuellar le 21 avril 2018 à New York, il s'impose par arrêt de l'arbitre au 3e round,. Il conserve cette ceinture et son invincibilité le 9 février 2019 face au Mexicain Hugo Ruiz à Carson en Californie par KO technique à la première reprise, puis le 27 juillet 2019 face au Panaméen Ricardo Nuñez à Baltimore, dans le Maryland, par arrêt de l’arbitre au second round,.

### Champion WBA des poids légers
Le 28 décembre 2019, il est opposé au Cubain Yuriorkis Gamboa, ancien champion du monde des poids plumes IBF, à Atlanta en Géorgie, et remporte le combat par KO technique,. À cette occasion, il s'empare du titre régulier WBA de la catégorie des poids légers. Gervonta  défend victorieusement ce titre le 31 octobre 2020 à San Antonio au Texas en battant le Mexicain Léo Santa Cruz, champion WBA des poids super-plumes, par KO à la 6e reprise,.

### Champion WBA des poids super-légers puis à nouveau des poids légers
Il change alors de catégorie de poids pour boxer en super-légers. Le 26 juin 2021, Gervonta Davis affronte l'Américain Mario Barrios à Atlanta, en Géorgie, et remporte le combat par arrêt de l'arbitre au 11e round ainsi que la ceinture WBA régulier,. Le 5 décembre suivant, il bat aux points dans un combat très serré Isaac Cruz à Los Angeles en poids légers,, puis domine par KO technique le 28 mai 2022 Rolando Romero à New York,. Le 7 janvier 2023, il affronte le Dominicain Héctor Luis García à Washington et remporte le combat par abandon à l'issue du 8e round,,, conservant pour la 2e fois sa ceinture WBA régulier.
Le 15 juin 2024, Davis bat par KO au 8e round Frank Martin.

#### Gervonta Davis vs. Ryan García
Le 24 février 2023, l'affrontement entre Gervonta Davis et Ryan García est officiellement annoncé. Le combat aura lieu le 22 avril 2023 à la T-Mobile Arena de Las Vegas, dans le Nevada. Le combat sera un évènement pay-per-view (PPV) conjoint entre Showtime et DAZN.
Le 22 avril 2023, Gervonta Davis affronte donc l'Américain Ryan García. Gervonta Davis bat Ryan García par KO lors de la septième reprise à la suite d'un coup de poing au corps empêchant son adversaire de battre le compte. Lors de la deuxième reprise, il avait envoyé Ryan García au tapis avec un violent coup de poing gauche après que son adversaire ait commencé la reprise de manière agressive. Gervonta Davis était confortablement en tête sur les trois cartes des juges avant l'arrêt du combat,,,.

## Vie privée
Le 21 août 2021, Gervonta Davis est à bord d'un Gulfstream IV dont le train s'affaisse et qui a ensuite dérapé hors de la piste de l'aéroport exécutif de Fort Lauderdale, en Floride. Lui et les treize autres personnes à bord n'ont pas été blessés.

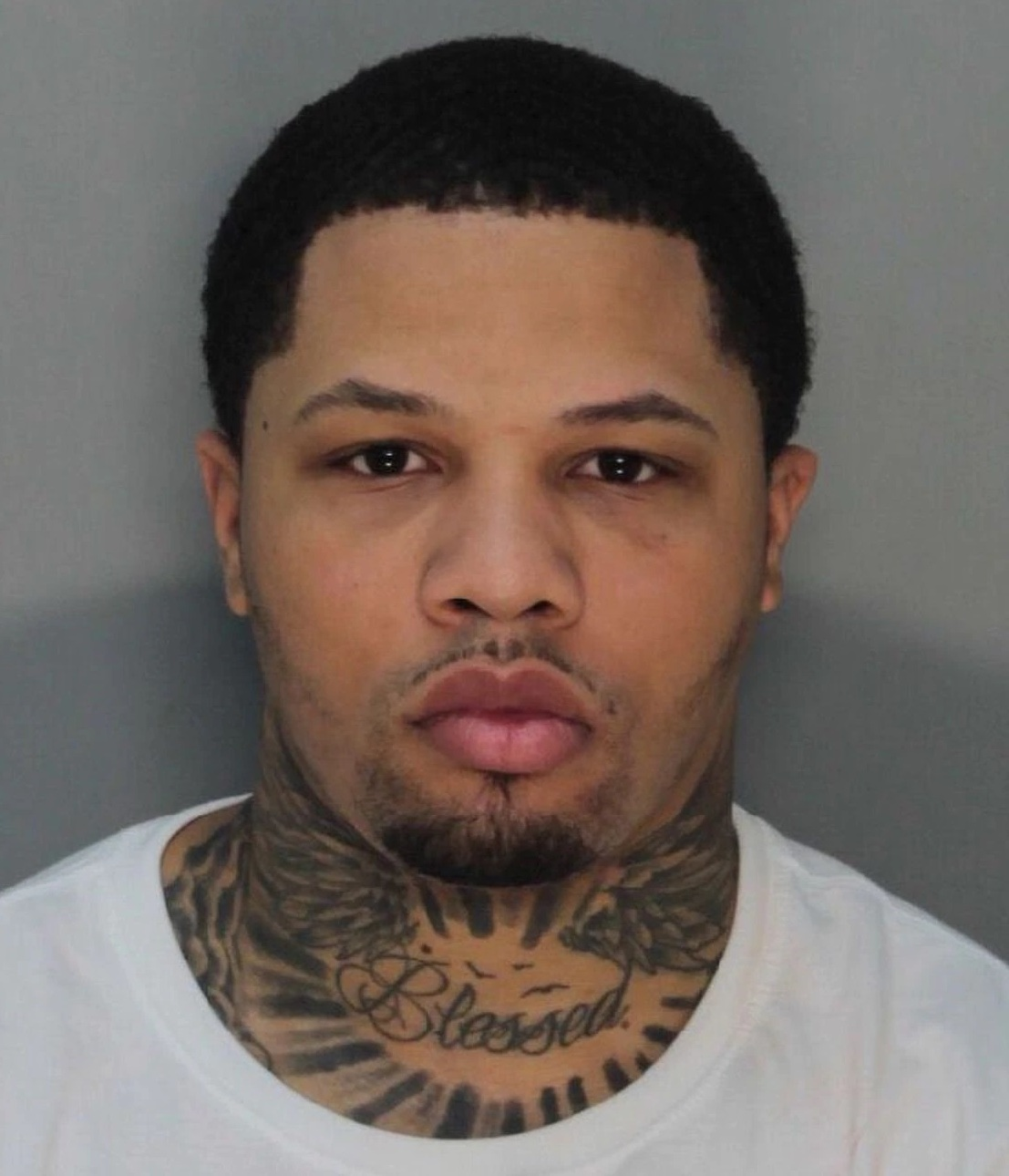
Photographie d'identité judiciaire de Gervonta Davis lors de son arrestation à la prison du comté de Miami-Dade (2020).

Le 24 décembre 2023, il se convertit à l'islam à la mosquée de Germantown et adopte par la suite le nom musulman d'Abdul Wahid,.

## Affaires judiciaires et incidents
Le 14 septembre 2018, Gervonta Davis est arrêté à Washington. Selon un rapport de la police, lui et un autre homme ont commencé une bagarre. Il a été dit que quelqu'un avait tenté d'interrompre la bagarre puis que ces derniers ont tenté de s'enfuir avant l'arrivée de la police,.
Le 1er février 2020, Gervonta Davis est arrêté pour des accusations de violences domestiques contre son ancienne petite amie. L'incident s'est produit au BankUnited Center située à Coral Gables, en Floride, près de l'université de Miami, lors d'un match de basket-ball où il a été vu en train de saisir la chemise de son ancienne petite amie et de la traîner dans une pièce séparée,.
Le 22 mars 2021, Gervonta Davis est inculpé pour une multitude d'infractions au code de la route et notamment pour avoir prétendument grillé un feu rouge après une fête d'anniversaire survenue durant le mois de novembre 2020 dans le centre-ville de Baltimore, dans le Maryland. Son SUV, une Lamborghini Urus, a heurté une autre voiture, envoyant ses quatre occupants à l'hôpital. Il aurait quitté les lieux dans une Chevrolet Camaro qui se serait arrêtée quelques minutes plus tard. Il risque plus de sept ans de prison s'il est reconnu coupable de cette infraction,.

## Palmarès professionnel
| Décision possible : KO • TKO (KO technique) • UD (décision aux points unanime) • MD (décision aux points majoritaire) • SD (décision aux points partagée) • D (match nul) • NC (sans décision) • RTD (abandon) |        |                      |      |         |                   |                                           |                                                                                                |
| Résultat | Record | Adversaire           | Type | Round   | Date              | Lieu                                      | Notes                                                                                          |
| Victoire | 30-0   | Frank Martin         | KO   | 8 (12)  | 15 juin 2024      | MGM Grand Garden Arena, Las Vegas, Nevada | Conserve le titre de champion WBA régulier des poids légers.                                   |
| Victoire | 29-0   | Ryan García          | KO   | 7 (12)  | 22 avril 2023     | Las Vegas, Nevada                         |                                                                                                |
| Victoire | 28-0   | Héctor Luis García   | RTD  | 8 (12)  | 7 janvier 2023    | Washington                                | Conserve le titre de champion WBA régulier des poids légers.                                   |
| Victoire | 27-0   | Rolando Romero       | TKO  | 6 (12)  | 28 mai 2022       | New York, État de New York                | Conserve le titre de champion WBA régulier des poids légers.                                   |
| Victoire | 26-0   | Isaac Cruz           | UD   | 12      | 5 décembre 2021   | Los Angeles, Californie                   | Remporte le titre de champion WBA régulier des poids légers.                                   |
| Victoire | 25-0   | Mario Barrios        | TKO  | 11 (12) | 26 juin 2021      | Atlanta, Géorgie                          | Remporte le titre de champion WBA régulier des poids super-légers.                             |
| Victoire | 24-0   | Léo Santa Cruz       | KO   | 6 (12)  | 31 octobre 2020   | San Antonio, Texas                        | Conserve le titre régulier WBA des poids légers. Remporte le titre WBA des poids super-plumes. |
| Victoire | 23-0   | Yuriorkis Gamboa     | TKO  | 12 (12) | 28 décembre 2019  | Atlanta, Géorgie                          | Remporte le titre régulier WBA des poids légers.                                               |
| Victoire | 22-0   | Ricardo Núñez        | TKO  | 2 (12)  | 27 juillet 2019   | Baltimore, Maryland                       | Conserve le titre WBA des poids super-plumes.                                                  |
| Victoire | 21-0   | Hugo Ruiz            | TKO  | 1 (12)  | 8 février 2019    | Carson, Californie                        | Conserve le titre WBA des poids super-plumes.                                                  |
| Victoire | 20-0   | Jésus Cuéllar        | TKO  | 3 (12)  | 21 avril 2018     | New York, État de New York                | Remporte le titre vacant WBA des poids super-plumes.                                           |
| Victoire | 19-0   | Francisco Fonseca    | KO   | 8 (12)  | 26 août 2017      | Paradise, Nevada                          | Titre IBF des poids super-plumes en jeu pour Fonseca, Davis ayant manqué la pesée.             |
| Victoire | 18-0   | Liam Walsh           | TKO  | 3 (12)  | 20 mai 2017       | Londres, Angleterre                       | Conserve le titre IBF des poids super-plumes.                                                  |
| Victoire | 17-0   | José Pedraza         | TKO  | 7 (12)  | 14 janvier 2017   | New York, État de New York                | Remporte le titre IBF des poids super-plumes.                                                  |
| Victoire | 16-0   | Mario Antonio Macias | KO   | 1 (8)   | 3 juin 2016       | Hollywood, Floride                        |                                                                                                |
| Victoire | 15-0   | Guillermo Avila      | TKO  | 6 (10)  | 1er avril 2016    | Washington                                |                                                                                                |
| Victoire | 14-0   | Luis Sanchez         | KO   | 9 (10)  | 18 décembre 2015  | Paradise, Nevada                          |                                                                                                |
| Victoire | 13-0   | Cristóbal Cruz       | TKO  | 3 (8)   | 30 octobre 2015   | Orlando, Floride                          |                                                                                                |
| Victoire | 12-0   | Recky Dulay          | TKO  | 1 (6)   | 12 septembre 2015 | Paradise, Nevada                          |                                                                                                |
| Victoire | 11-0   | Alberto Mora         | TKO  | 1 (8)   | 22 mai 2015       | Atlantic City, New Jersey                 |                                                                                                |
| Victoire | 10-0   | Israel Suarez        | KO   | 1 (6)   | 20 février 2015   | Pittsburgh, Pennsylvanie                  |                                                                                                |
| Victoire | 9-0    | Germán Meraz         | UD   | 6       | 8 octobre 2014    | Biloxi, Mississippi                       |                                                                                                |
| Victoire | 8-0    | Hector Lopez         | KO   | 1 (4)   | 1er août 2014     | Shelton, Washington                       |                                                                                                |
| Victoire | 7-0    | Joshua Arocho        | RTD  | 2 (4)   | 16 mai 2014       | Ledyard, Connecticut                      |                                                                                                |
| Victoire | 6-0    | James Franks         | TKO  | 2 (6)   | 14 décembre 2013  | Washington                                |                                                                                                |
| Victoire | 5-0    | Eric Jamar Goodall   | TKO  | 4 (4)   | 17 octobre 2013   | Bethlehem, Pennsylvanie                   |                                                                                                |
| Victoire | 4-0    | Rafael Casias        | TKO  | 2 (6)   | 20 juillet 2013   | Baltimore, Maryland                       |                                                                                                |
| Victoire | 3-0    | Jonathan Gears       | KO   | 1 (4)   | 8 juin 2013       | Washington                                |                                                                                                |
| Victoire | 2-0    | Jacob Ninow          | TKO  | 2 (4)   | 20 avril 2013     | Upper Marlboro, Maryland                  |                                                                                                |
| Victoire | 1-0    | Desi Williams        | KO   | 1 (4)   | 22 février 2013   | Washington                                |                                                                                                |

## Distinction
Sa victoire au 6e round contre le Mexicain Léo Santa Cruz est élue KO de l'année en 2020 par le magazine The Ring.